# Brian Jones (Footballspieler, 1980)
Brian Jones (* 2. Juli 1980 in Chico, Kalifornien) ist ein ehemaliger US-amerikanischer Arena-Football-Spieler auf der Position des Quarterbacks.

## Karriere
Nachdem Jones zwei Jahre am Shasta Junior College gespielt hatte, wurde er von den Toledo Rockets an die University of Toledo rekrutiert. 2001 sah er nur wenig Spielzeit, da er der Backup von Tavares Bolden war. 2002 war er der Starting Quarterback und konnte vor allem mit seiner hohen Kompletierungsrate überzeugen.
Nach dem College ging er in die af2 zu den Memphis Xplorers. Dort war er der Starting Quarterback, ehe er sich nach neun Spielen eine Knieverletzung zuzog und für die restliche Saison ausfiel. Er warf in seiner Rookiesaison insgesamt für 1.578 Yards und 22 Touchdowns, zusätzlich lief er für zwölf weitere Touchdowns. Auch 2005 war er wieder der Starting Quarterback für die Xplorers. Er erzielte durch Lauf und Pass 92 Touchdowns, bei nur sieben Interceptions. Er führte die Mannschaft so zur Meisterschaft. In der Folge wurde er in die Arena Football League (AFL) berufen, wo er bei den Las Vegas Gladiators unterzeichnete. Am 20. Januar 2006 wurde er jedoch bereits wieder entlassen. In der Folge kehrte er zu den Xplorers zurück, wo er erneut starke Leistungen zeigte. Er warf für 81 Touchdowns und 3.937 Yards, was neue Saisonrekorde darstellten. Im Anschluss wurde er erneut von den Gladiators verpflichtet. Er spielte in 15 Spielen, sechs davon von Beginn an, wobei er für 1.825 Yards un 25 Touchdowns warf.
Nach einer Saison bei den Gladiators wurde er den Columbus Destroyers zugewiesen, jedoch noch vor Beginn der nächsten Saison entlassen. Die New Orleans VooDoo verpflichteten Jones daraufhin für ihren Practice Squad, entließen ihn jedoch bereits nach drei Tagen wieder. Die Arizona Rattlers verpflichteten ihn am 13. März 2008, entließen ihn jedoch bereits Anfang April 2008 wieder.
Nachdem Jones zwischenzeitlich seinen Rücktritt vom Football erklärte, kehrte er noch 2008 zu den Manchester Wolves in die af2 zurück. Nach der Saison erklärte er erneut seinen Rücktritt, kehrte jedoch zur Saison 2009 zu den Wolves zurück, nachdem diese nach Verletzungen Probleme auf der Quarterback-Position hatten. 2010 spielte er für die Arkansas Diamonds, 2012 für die Kansas City Command.